# Мирна Долина (селище)
Мирна Долина — селище в Україні, у Лисичанській міській громаді Сіверськодонецького району Луганської області. Розташоване в 20 км від колишнього районного центру Попасна і за 5 км від залізничної станції Лоскутівка.

## Історія
Поселення виникло у 1773 році. Відносилося до Кальміуської паланки.
За даними 1859 року Мирна Долина (Ботрухівка) – це панське село над ставком з населенням 14 господ, 135 осіб.
З листопаду 1917 року була встановлена радянська влада. У 1921 році у Мирній Долині створено сільськогосподарський комбінат, який, у 1925 році було реорганізовано в колгосп «Мирна долина». У 1929 році на базі колгоспу був створений радгосп «Мирна долина».
У роки Другої світової війни на фронті воювали 124 жителя селища, 44 з яких загинули, 88 нагороджені орденами і медалями. На братській могилі радянських воїнів, загиблих у роки Другої світової війни, встановлено пам'ятник.
З 1964 року було надано статус селища міського типу.
Під час вторгнення РФ на територію України селище потрапило під тимчасову окупацію 21 червня 2022.

## Населення

### Мова
Розподіл населення за рідною мовою за даними перепису 2001 року:
| Мова       | Кількість | Відсоток |
| ---------- | --------- | -------- |
| українська | 400       | 83.33%   |
| російська  | 80        | 16.67%   |
| Усього     | 480       | 100%     |

За даними перепису 2001 року населення селища становило 480 осіб, з них 83,33% зазначили рідною українську мову, а 16,67% — російську.

## Особистості
- В смт народився Гончаренко Валерій Васильович — український поет.